# Bibliothèque Marmottan
Pour les articles homonymes, voir Marmottan.
La bibliothèque Marmottan, sise à Boulogne-Billancourt, est une bibliothèque patrimoniale léguée à l’Académie des beaux-arts par son fondateur, l’historien et collectionneur Paul Marmottan. Dédiée au Premier Empire et ouverte aux lecteurs s’intéressant à cette période et plus largement à la première moitié du xixe siècle, elle est depuis 1984 partiellement inscrite à l’inventaire des monuments historiques et a reçu en 2012 le label « Maisons des Illustres ».

## Historique

### Au temps de Paul Marmottan
C’est peu après la mort de son père, Jules Marmottan (1829–1883), riche directeur de la Compagnie des mines de Bruay, que le jeune Paul décide de se consacrer tout entier à sa passion pour Napoléon et l’Empire. Propriétaire en 1882 d’un hôtel particulier parisien, actuel musée Marmottan-Monet, il acquiert quelques années plus tard un terrain à Boulogne-Billancourt.

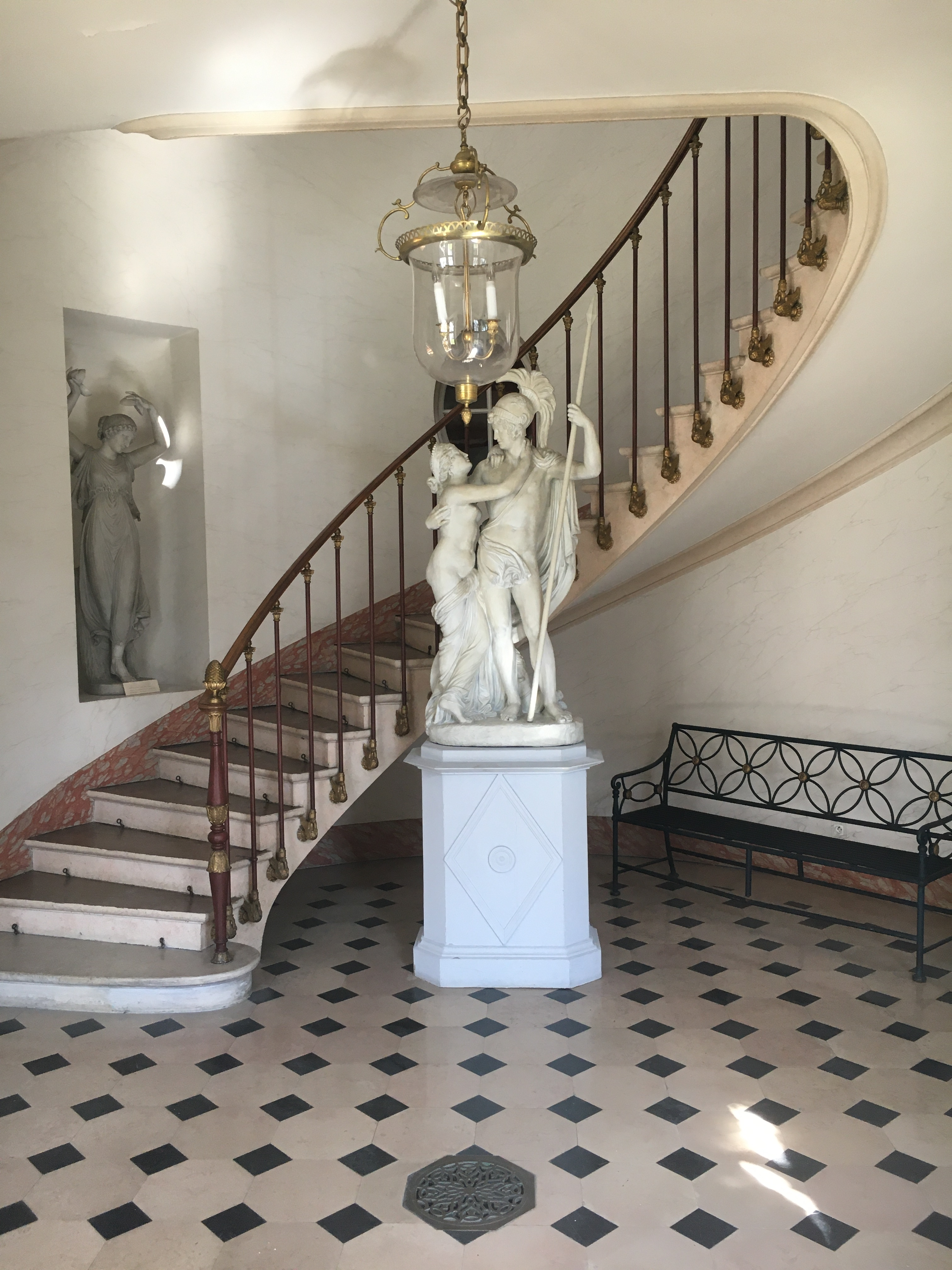
Vestibule de la bibliothèque.

La maison qu’il y fait bâtir ne tarde pas à devenir sa bibliothèque de travail. Paul Marmottan y rassemble, en quelque trente ans, de 1890 à 1920, tous les ouvrages glanés au gré de ses prospections et de ses voyages à travers l’Europe, dont beaucoup lui sont utiles pour ses études sur la période napoléonienne. Parallèlement à la constitution de ce fonds unique, il enrichit également le bâtiment d’un grand nombre de peintures, meubles et objets décoratifs de style Empire et réunit près de six mille estampes d’époque.
Historien érudit et collectionneur éclairé, Paul Marmottan fait ainsi de sa maison boulonnaise une petite villa à la gloire non tant de Napoléon lui-même que du goût et de l’art de vivre développés sous son règne. En témoignent le « salon bleu », entièrement conçu pour accueillir une tenture murale d’époque, et le cabinet de travail qui sert d’écrin à deux grands corps de bibliothèque de Jacob-Desmalter ainsi qu’à un bureau ayant appartenu au roi Joseph, frère de Napoléon.
Léguée en 1932 à l’Académie des beaux-arts, la résidence boulonnaise de Paul Marmottan devient la bibliothèque Marmottan.

### La bibliothèque, d'hier à aujourd'hui
Le premier bibliothécaire est Paul Fleuriot de Langle (1897–1968), secrétaire de Paul Marmottan, qui établit un premier classement des ouvrages et rédige un guide sur la collection qui fait toujours autorité.

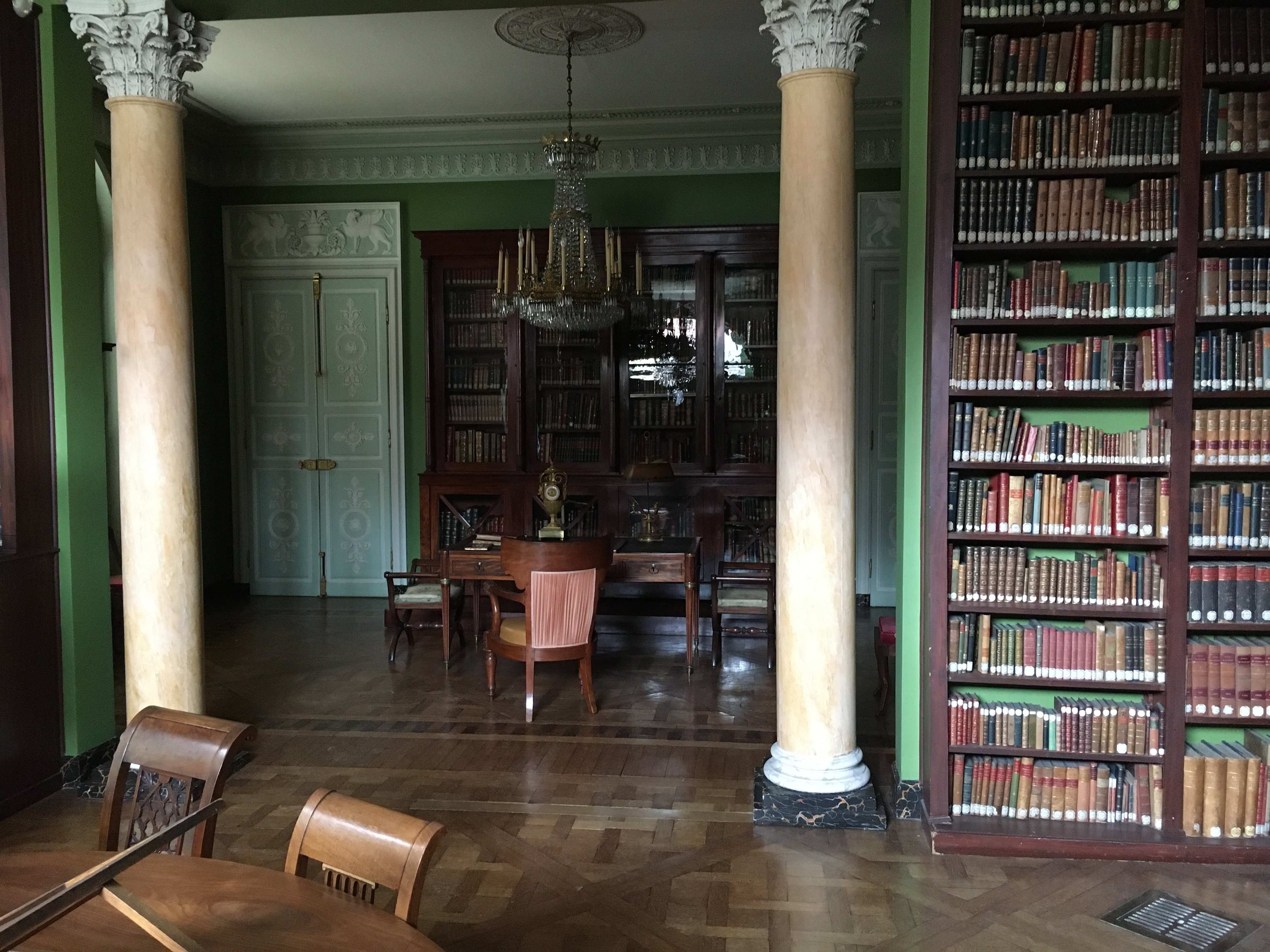
Cabinet de travail de Paul Marmottan.

À sa retraite, la bibliothèque reste quelques années en déshérence faute de moyens alloués par l’Académie des beaux-arts, avant que celle-ci, par l’intermédiaire de Julien Cain, ne confie en 1968 la direction scientifique du lieu à l’historien de l’art Bruno Foucart (1938–2018). Ce dernier, en poste jusqu’au début des années 2010, confie au bibliothécaire Jean-Michel Pianelli la tâche de dresser l’inventaire complet des collections, met en place une politique d’achats réguliers et développe très largement le fonds consacré à l’histoire de l’art de la première moitié du xixe siècle.
En 1996, après quatre ans d’importants travaux de restauration, de réhabilitation et d'agrandissement, l’Académie des beaux-arts délègue la gestion de la bibliothèque Marmottan à la ville de Boulogne-Billancourt. Désormais équipée d’un auditorium pouvant accueillir conférences et concerts, davantage ouverte au public, la bibliothèque se signale par plusieurs expositions sur l’époque napoléonienne comme « Tapis d’Empire » (2003), « Les Clémences de Napoléon » (2004), ou encore « Jeux d’Empire » (2017) et « De Joséphine à Eugénie : l’éventail au xixe siècle » (2018).
La délégation de gestion auprès de la ville de Boulogne-Billancourt ayant pris fin en 2018, la bibliothèque est depuis fermée au public en raison de sa rénovation. Elle est, depuis octobre 2020, dirigée par l’historien de l’art et membre de l’Académie des beaux-arts Adrien Goetz,.

### La bibliothèque au sein de la villa Marmottan
Fidèle aux vœux de son fondateur Paul Marmottan qui entendait que la bibliothèque profite au développement des études historiques, et sur l’impulsion de son directeur Adrien Goetz, l’Académie des beaux-arts a transformé l’ancien logement du gardien en appartements pour des chercheurs dix-neuviémistes, toutes disciplines confondues.

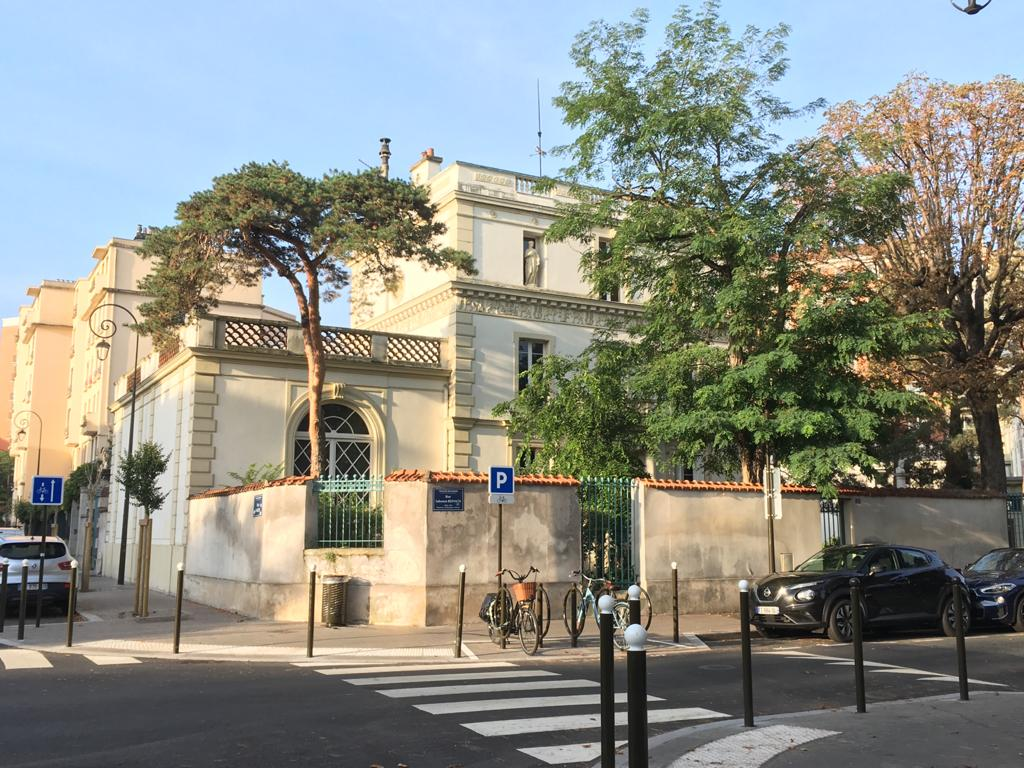
La bibliothèque vue depuis la rue Salomon-Reinach.

L'Académie a également souhaité inscrire l’établissement dans sa nouvelle politique de résidences artistiques : le 1er février 2024, trois ateliers-appartements ont ainsi été inaugurés dans le pavillon du jardin, renommé villa Marmottan,.
La bibliothèque, les espaces d’exposition, l’auditorium et sa programmation culturelle, les résidences des chercheurs et des artistes forment ainsi la nouvelle identité de la bibliothèque et villa Marmottan.

## Les collections

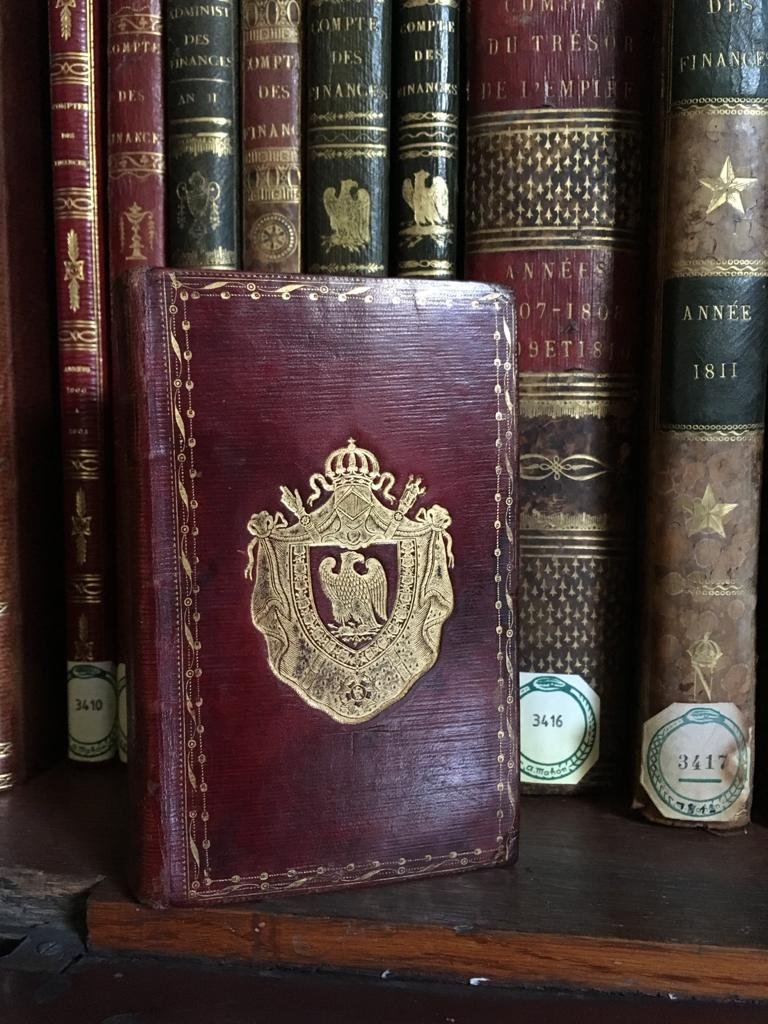
Une reliure de l'époque Empire.

Riches de quelque 25 000 livres et périodiques, dont certains très rares, les collections de la bibliothèque Marmottan sont dans leur très grande majorité consacrées à l’Empire, ce qui en fait, selon Bruno Foucart, « la plus grande bibliothèque napoléonienne d’Europe ». C’est d’ailleurs toute l’Europe du début du xixe siècle qui intéressait le grand voyageur qu’était Paul Marmottan, et les ouvrages qui portent sur d’autres pays que la France – notamment l’Italie – sont très nombreux. Si tous les aspects de l’Empire sont couverts, les livres relatifs à son administration et à ses administrateurs constituent incontestablement l’un des points forts du fonds : « Sans du tout négliger l’histoire militaire, Marmottan s'est intéressé plus spécialement à l’organisation matérielle des pays conquis : en Napoléon, c’est l’administrateur qu’il admire plus encore que le […] conquérant. Voilà pourquoi il […] accumule sur les rayons de sa Bibliothèque ces annuaires-guides, tableaux statistiques, dictionnaires, calendriers, cartes, rapports, actes, journaux, relations de voyage, etc. ».
L’histoire des arts sous l’Empire et plus généralement, grâce à la politique d’acquisition menée par Bruno Foucart, celle de toute la première moitié du xixe siècle, forme l’autre dominante des collections. Un fonds concernant l’histoire et l’architecture de Paris a été étoffé au fil des années, à la suite de Paul Marmottan, membre fondateur de la Commission du Vieux Paris. Enfin, autre documentation précieuse, plus d’une centaine de travaux universitaires sur la période napoléonienne (mémoires de maîtrise, de master ou de doctorat) est conservée.
« Exemple rare d’une bibliothèque d’atmosphère conçue comme une unité organique, où les livres et leur décor sont nécessaires l’un à l’autre », la bibliothèque Marmottan est, depuis 1984, partiellement inscrite à l’inventaire des monuments historiques et s’est vu décerner en 2012 le label « Maison des Illustres ».

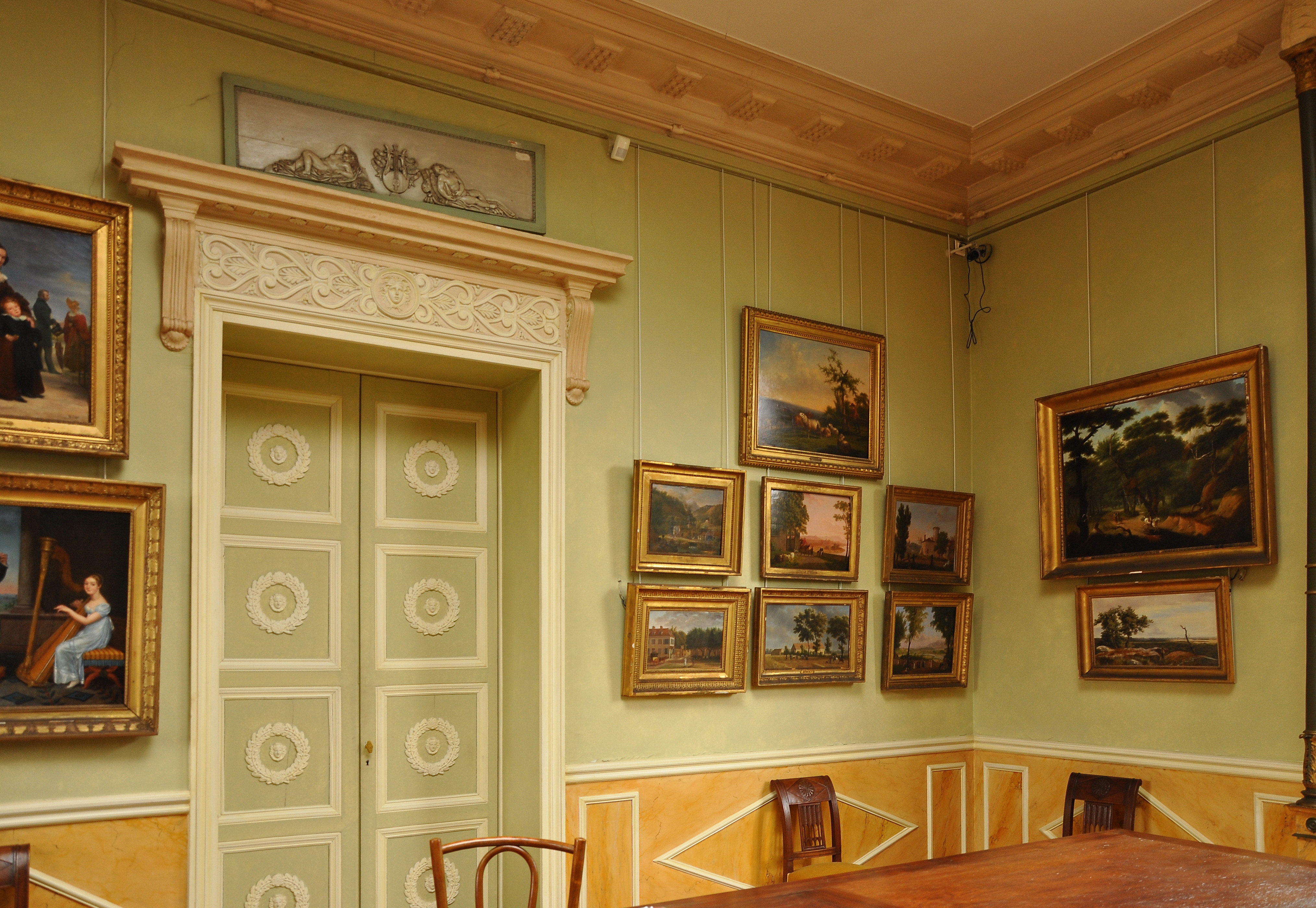
La galerie des estampes.

## Expositions temporaires
- « L’Europe napoléonienne, estampes, livres et documents tirés des collections de la Bibliothèque à l’occasion du bicentenaire de la naissance de l’empereur Napoléon ier », 3 juin – 15 juillet 1969
- « 20 ans d’architecture à Boulogne-Billancourt, 1920–1940 », 22 mai – 23 juin 1973
- « Napoléon, caricatures et dessins humoristiques de 1800 à nos jours », 17 octobre – 16 novembre 1975
- « Les sculpteurs du Parc-des-Princes, "du modern style aux années 30" ou de Troubetzkoy à Lipchitz », 23 octobre – 28 novembre 1976
- « Feux d’artifice et illuminations sous le Premier Empire », 28 septembre – 25 octobre 1977
- « Job, Napoléon mis en images », 8 octobre – 15 novembre 1980
- « Georges Rohner, peintre et illustrateur de la légende napoléonienne », 27 avril – 16 juin 1984
- « Cinquante chaises d’un Empire à l’autre », 18 novembre 1987 – 31 janvier 1988
- « Grandjean de Montigny (1776–1850), un architecte français à Rio », 26 avril – 25 juin 1988
- « La légende d’Ossian illustrée par Girodet », 25 avril – 25 juin 1989[n 2]
- « Henry de Triqueti (1804–1874), Le Prince Gisant. Histoire et restauration du Gisant de Ferdinand d’Orléans », 2 avril  – 1er juin 1991[n 3]
- « Raffet, 1804–1860 », 24 mars – 10 juillet 1999[15]
- « Paysages, dessins français xviiie et xixe siècles », 15 janvier – 10 avril 2000[n 4],[16]
- « Un peintre de l’épopée napoléonienne : le colonel Langlois, 1789–1870 », 11 octobre 2000 – 24 février 2001[17]
- « Louis-Claude Malbranche, 1790–1838 », 21 mars – 22 juin 2002[n 5],[18]
- « Camille de Tournon, le préfet de la Rome napoléonienne, 1809–1814 », 3 octobre 2001 – 26 janvier 2002[19]
- « Scènes d’intérieur, aquarelles des collections Mario Praz et Chigi », 20 novembre 2002 – 15 février 2003[20],[21]
- « Tapis d’Empire, maquettes de la collection Marmottan », 23 octobre 2003 – 31 janvier 2004[n 6],[22]
- « Les clémences de Napoléon, l’image au service du mythe », 6 octobre 2004 – 29 janvier 2005[23]
- « Brésil panoramique, papiers peints du xixe siècle », 16 novembre 2005 – 28 janvier 2006[24]
- « Champignon Bonaparte de Gilles Bachelet », 15 novembre 2006 – 17 février 2007[25]
- « Lancelot Théodore Turpin de Crissé, peintre et dessinateur », 10 mai – 30 juin 2007[26]
- « Charles Meynier, 1763–1832 », 14 mars – 21 juin 2008[n 7],[27],[28]
- « Charlet. Aux origines de la légende napoléonienne, 1792–1845 », 5 mars – 27 juin 2009[n 8],[29],[30]
- « Ravage, Empires et… mieux ! Deux créateurs face à Napoléon », 12 février – 29 mai 2010[31]
- « Dessin vs Photographie ? Deux visions au sommet », 8 avril – 23 octobre 2011[n 9]
- « Gestuelles, la main dans la collection de Paul Marmottan », 14 janvier – 25 mars 2015
- « Waterloo, 1815–2015. Visions guerrières », 15 avril – 11 juillet 2015[32],[33]
- « Carrosses à Marmottan », 23 mars – 1er octobre 2016[n 10],[34],[35],[36],[37]
- « Merveilleuses serres d’Auteuil… Photographies de Jean-Christophe Ballot », 16 novembre 2016 – 21 janvier 2017[38]
- « Jeux d’Empire », 19 avril – 29 juillet 2017[39]
- « L’éventail… de Joséphine à Eugénie », 11 avril – 13 juillet 2018[40],[41]